# Pseudococcus viburni
Espèce
La cochenille farineuse, actuellement Pseudococcus viburni (Signoret, 1875) (ancien nom : Pseudococcus affinis) est une espèce d'insectes hémiptères de la superfamille des Coccoidea, parasite des plantes.
Son corps est recouvert d'une sécrétion de filaments blancs et cireux, ce qui entraîne une lutte chimique ayant peu de succès. C'est un des ennemis des plantes cultivées les plus difficiles à combattre.
Chaque femelle pond de 300 à 500 œufs dans un sac. Après avoir pondu les œufs, ce qui peut prendre de 5 à 10 jours, la femelle meurt.
Les jeunes cochenilles, qui sont très mobiles, se dispersent et cherchent l'endroit idéal afin de sucer la sève d'une plante. Avant d'atteindre le stade adulte, la cochenille farineuse subit trois nymphoses (la nymphe représente le stade du développement intermédiaire entre la larve et l'imago lors des mues de métamorphose des insectes holométaboles).
Son cycle de vie dépend fortement de la température. Il dure 90 jours quand la température est de 18 °C et 30 jours quand il fait 30 °C.

## Stades larvaires

### Premier stade
À ce stade, qui a normalement lieu en juillet, les larves ressemblent à des pucerons très mobiles et se déplacent sur la face inférieure des feuilles, le long des nervures.

### Deuxième stade
Les larves sont de coloration brune et hibernent sur le tronc et les bras de la souche.
Les adultes sont présents dès le début du printemps (fin avril dans l'hémisphère nord).

## Plantes-hôtes
Cette cochenille a une très vaste gamme de plantes-hôtes qui comprend notamment des plantes cultivées de grande importance économique telles que le noyer, le grenadier, le pommier, les agrumes, le pêcher, la vigne, le fraisier, ainsi que la tomate et la pomme de terre.

## Dégâts
La cochenille farineuse, comme le puceron, peut causer des dégâts importants : la croissance de la plante peut être considérablement ralentie ou arrêtée. La plante est plus sensible aux infections cryptogamiques.
Outre l'inhibition de la croissance, le jaunissement des feuilles et leur chute, on constate aussi des dégâts esthétiques dus à la masse laineuse blanche et duveteuse.
Cette cochenille est, en outre, le vecteur de virus de la vigne, en particulier de l'un des virus de l'enroulement de la vigne, le GLRaV-3 (Grapevine leafroll-associated virus 3).

## Lutte biologique
Plusieurs espèces de coccinelles australiennes sont connues comme des agents de lutte biologique utilisables contre la cochenille farineuse. De même, plusieurs hyménoptères parasitoïdes qui pondent leurs œufs dans les cochenilles ont déjà été identifiées.